# Енциклопедія виноградарства
Енциклопе́дія виногра́дарства — видання російською мовою, що являло собою першу на території колишнього СРСР збірку наукових знань в цій галузі.
Видання випущено в трьох томах головною редакцією Молдавської Радянської Енциклопедії у 1986 році накладом у 50 000 примірників. В ньому зібрані статті терміни з розділів виноградарства:
- анатомія;
- морфологія;
- систематика;
- фізіологія і біохімія;
- генетика;
- селекція;
- ампелографія;
- екологія винограду;
- агротехніка;
- зберігання свіжого винограду і його перероблення.

## Зміст
Велику увагу надано селекції винограду, створенню нових столових і технічних сортів, стійкості до хвороб і шкідників, до екстримальних факторів навколишнього середовища, описані нові технології вирощування винограду із застосуванням комплексної механізації.
В енциклопедії розміщені статті, що освітлюють технологічні процеси переробки винограду, описані різноманітні типи та марки виноробної продукції. Ряд статей відображає утилізацію другорядних продуктів виноробства. Освічені нові розробки та упровадження високовиробничих поточних ліній переробки винограду, виготовлення сухих вин, соків та інших безалкогольних напоїв, створення нових безвідходних виробництв, експрес-методи та технічні засоби контролю якості сировини, готової продукції та технологічних процесів.
Також значне місце енциклопедія надала увагу статтям про вчених виноробів та про підприємства, що займаються вирощуванням та переробкою винограду, винзаводам, підприємствам, що випускають устаткування для виноробної промисловості та навчально-дослідницьким інститутам і навчальним закладам виноробної галузі, поміщена детальна інформація про виноробство у ведучих країнах галузі.

## Томи

### Перший
Вміщує близько 2200 статей: А — Карабурну (512 сторінок з ілюстраціями:186 кольорових, 348 чорно-білих, 15 картосхем). Серед них виділяються статті про розвиток виноградарства і виноробства у 18 країнах світу, 3-х республіках СРСР, «Агротехника винограда», «Ампелография», «Виноградарство», «Виноделие», «Виноград в народном и художественном творчестве», «Исторія виноградарства и виноделия». Том виданий 1986 року. Роздрібна ціна 6 карбованців 30 копійок.
- Головна редакція МРЕ: А. І. Тімуш (головний редактор), В. О. Андрунакієвич, В. Х. Анестіаді, Д. Г. Батир, І. Д. Блаж, І. Т. Богдеско, П. П. Боцу, Н. К. Георгіу, Д. В. Гіцу, Б. В. Глушко, А. В. Друмя, Г. І. Єремей, О. О. Жученко, В. Г. Загорський, В. С. Зеленчук, Н. П. Кіріяк, А. Ф. Кожухарь, К. І. Козуб, А. В. Колотовкін, Х. Г. Корбу, Н. Г. Корлетяну, В. К. Кочієру (відповідальний секретар), А. М. Лазарєв, А. П. Лупан (заступник головного редактора), М. Ф. Лупашку, Б. Ю. Мельник, В. А. Москаленко (заступник головного редактора), П. П. Петрик, М. С. Платон, С. І. Радауцан, С. С. Сидоренко, П. С. Солтан, К. В. Стратієвський, С. І. Тома, В. Г. Унгурян, Д. Т. Урсул, Н. П. Фролов, В. П. Хропотинський, В. І. Царанов, А. А. Чеботарь, Ф. Ф. Чиботару, О. І. Чобу, В. М. Яковлєв.
- Релакційна колегія: А. С. Субботович (голова), С. П. Авакянц, П. Р. Арзуманян, А. Н. Асадулаєв, А. П. Балануце, І. Д. Блаж, Г. Г. Валуйко (заступник голови), П. Я. Голодрига, А. Я. Гохберг, І. К. Громаковський, М. І. Гузун, Г. С. Дементьєв (секретар), С. Ю. Дженєєв, О. І. Захарова, Є. П. Каленик, П. Х. Кіскін, З. М. Кишковський, Г. І. Козуб, Р. В. Кошелєва, Ф. Т. Кучеренко, П. О. Лукашевич, Н. Н. Лук'янов, Е. Д. Маденов, Л. М. Малтабар, А. А. Мержаніан, М. М. Мірзаєв, Б. О. Музиченко, П. М. Нєдов, К. С. Погосян, К. В. Смирнов, Д. С. Сулейманов, А. П. Титов, С. І. Тома, В. Г. Унгурян, Б. А. Філіппов, Р. П. Хачатурян, Н. С. Чхартішвілі.

### Другий
Вміщує 2066 статей: Карантин — Пыльник (504 сторінки з ілюстраціями: 240 кольорових, понад 700 чорно-білих, 4 карти). Серед них виділяються статті про розвиток виноградарства і виноробства у 12 країнах світу, 2-х республіках СРСР, «Качество продукции», «Классификация культивируемых сортов винограда», «Математические методы в виноградарстве», «Микрофильтрация», «Научно-технический прогресс», «Обратный осмос», «Пресс» та інші. Том виданий 1986 року. Роздрібна ціна 6 карбованців 10 копійок.
- Головна редакція МРЕ: А. І. Тімуш (головний редактор), В. О. Андрунакієвич, Д. Г. Батир, І. Д. Блаж, І. Т. Богдеско, П. П. Боцу, Н. К. Георгіу, Д. В. Гіцу, Б. В. Глушко, А. А. Гудим, А. В. Друмя, Г. І. Єремей, В. Г. Єфрємов (заступник головного редактора), О. О. Жученко, В. Г. Загорський, В. С. Зеленчук, Н. П. Кіріяк, Л. Н. Кобилянський, А. Ф. Кожухарь, Х. Г. Корбу, Н. Г. Корлетяну, В. К. Кочієру (відповідальний секретар), А. М. Лазарєв, А. П. Лупан (заступник головного редактора), Б. Ю. Мельник, В. А. Москаленко (заступник головного редактора), А. Г. Паладій, П. П. Петрик, С. І. Радауцан, Г. Н. Сінгур, В. Ф. Станєв, К. В. Стратієвський, С. І. Тома, В. Г. Унгурян, А. Д. Урсул, В. І. Царанов, А. А. Чеботарь, В. М. Яковлєв.
- Релакційна колегія: А. С. Субботович (голова), С. П. Авакянц, П. Р. Арзуманян, А. Н. Асадулаєв, А. П. Балануце, І. Д. Блаж, Г. Г. Валуйко (заступник голови), П. Я. Голодрига, А. Я. Гохберг, І. К. Громаковський, М. І. Гузун, Г. С. Дементьєв (секретар), С. Ю. Дженєєв, О. І. Захарова, Є. П. Каленик, П. Х. Кіскін, Г. С. Кушмаунса, З. М. Кишковський, Р. В. Кошелєва, Ф. Т. Кучеренко, П. О. Лукашевич, Е. Д. Маденов, Л. М. Малтабар, А. А. Мержаніан, М. М. Мірзаєв, Б. О. Музиченко, П. М. Нєдов, К. С. Погосян, К. В. Смирнов, Д. С. Сулейманов, А. П. Титов, С. І. Тома, В. Г. Унгурян, Б. А. Філіппов, Р. П. Хачатурян, Н. С. Чхартішвілі.

### Третій
Вміщує понад 2000 статей: Пыльца — Ярус (552 сторінки з ілюстраціями: 193 кольорових, 322 чорно-білих, 14 картосхем). Серед них виділяються статті про розвиток виноградарства і виноробства у 14 країнах світу, 5-ти республіках СРСР, «Селекция винограда», «Система машин», «Семейство Vitaceae Juss», «Столовые сорта винограда», «Технология выращивания привитых саженцев», «Филлоксера», «Формировапние виноградного куста», «Хранение винограда», «Эволюция винограда». Том виданий 1987 року. Роздрібна ціна 6 карбованців 80 копійок.
- Головна редакція МРЕ: А. І. Тімуш (головний редактор), В. О. Андрунакієвич, Д. Г. Батир, І. Д. Блаж, І. Т. Богдеско, Н. Ф. Бондарчук, П. П. Боцу, А. С. Воротило, Н. К. Георгіу, Д. В. Гіцу, Б. В. Глушко, А. А. Гудим, А. В. Друмя, Г. І. Єремей, В. Г. Єфрємов (заступник головного редактора), О. О. Жученко, В. Г. Загорський, В. С. Зеленчук, Н. П. Кіріяк, Л. Н. Кобилянський, А. Ф. Кожухарь, Х. Г. Корбу, Н. Г. Корлетяну, В. К. Кочієру (відповідальний секретар), А. М. Лазарєв, А. П. Лупан (заступник головного редактора), Б. Ю. Мельник, В. А. Москаленко (заступник головного редактора), А. Г. Паладій, С. І. Радауцан, Г. Н. Сінгур, В. Ф. Станєв, К. В. Стратієвський, Б. М. Стратулат, С. І. Тома, В. Г. Унгурян, А. Д. Урсул, В. І. Царанов, А. А. Чеботарь, В. М. Яковлєв.
- Релакційна колегія: А. С. Субботович (голова), С. П. Авакянц, П. Р. Арзуманян, А. Н. Асадулаєв, А. П. Балануце, І. Д. Блаж, Г. Г. Валуйко (заступник голови), П. Я. Голодрига, А. Я. Гохберг, І. К. Громаковський, М. І. Гузун, Г. С. Дементьєв (секретар), С. Ю. Дженєєв, О. І. Захарова, Є. П. Каленик, П. Х. Кіскін, З. М. Кишковський, Р. В. Кошелєва, Ф. Т. Кучеренко, Г. С. Кушмаунса, П. О. Лукашевич, Е. Д. Маденов, Л. М. Малтабар, А. А. Мержаніан, М. М. Мірзаєв, Б. О. Музиченко, П. М. Нєдов, К. С. Погосян, К. В. Смирнов, Д. С. Сулейманов, А. П. Титов, С. І. Тома, В. Г. Унгурян, Б. А. Філіппов, Р. П. Хачатурян, Н. С. Чхартішвілі.

## Відзнаки
Видання удостоєне премії Міжнародної організації виноградарства і виноробства і державної премії Молдавської РСР.